# 정빈 고씨
정빈 고씨(貞嬪 高氏, ? ~ 1426년 8월 24일(음력 7월 13일)) 또는 궁인 고씨(宮人 高氏)는 조선 태종의 후궁이며 근녕군의 어머니이다.

## 생애
고씨는 궁인(宮人)으로 고씨에 대한 기록이 전무하여 상세히 알 수 없다. 태종(太宗)의 승은을 입어 1411년(태종 11년), 왕자 근녕군(謹寧君) 이농(李襛)을 낳았다.
1426년 7월 사망하였다.
일부 학계에서는 선빈 안씨의 소생인 혜령군을 정빈 고씨의 소생으로, 고씨의 소생인 근녕군을 신빈 신씨의 소생이라고 적고 있는데, 《조선왕조실록》의 태종의 신도비에 태종 36권, 18년(1418 무술 / 명 영락(永樂) 16년) 11월 8일(갑인) 6번째기사에 기록되어 있는 점을 지적하며 익녕군만이 안씨의 소생이고, 혜령군은 고씨의 소생이라고 주장한다. 그러나 이와 같은 주장은 익녕군이 태종 사후에 유복자로 태어난 점을 간과한 것으로 '태종 신도비문'에 기록된 선빈 안씨의 1남은 바로 혜령군임을 알 수 있다.

그들은 또한 《선원계보기략》을 근거로 들며 근녕군이 신빈 신씨의 소생이라고 주장하고 있다. 그러나 《청장관전서》, 《조선왕조선원록》등의 사서에는 근녕군이 정빈 고씨의 소생이라고 명시되어 있다. 이 기록들만으로 근녕군이 정빈 고씨의 소생이라고 확신할 수는 없지만 《조선왕조실록》의 다음 기록들을 살펴 보면 근녕군이 누구의 소생인지가 명확해진다. 
근녕군(謹寧君)의 어머니 초상에 쌀과 콩을 합하여 20석과 종이 80권(卷)을 부의(賻儀)로 명하여 내리니, 이는 태종의 궁인(宮人)이었다. - 《조선왕조실록》 세종 33권, 8년(1426 병오 / 명 선덕(宣德) 1년) 7월 13일(갑진) 1번째기사

신녕 궁주(愼寧宮主) 신(辛)씨가 졸하였다. 태종이 총애하여 함녕군(諴寧君) 이인(李裀)·온녕군(溫寧君) 이정(李裎)과 일곱 옹주(翁主)를 낳았다. 처음 옹주(翁主)에 봉작되었다가 뒤에 궁주(宮主)로 작위를 높였는데, 졸함에 이르러 조상(弔喪)과 치제(致祭)를 내리고 관에서 장사(葬事)를 다스렸으며, 특히 염(斂)에 쓸 의복을 하사하였다. - 《조선왕조실록》세종 67권, 17년(1435 을묘 / 명 선덕(宣德) 10년) 2월 2일(갑진) 2번째기사

 위 기록들을 보면 근녕군의 어머니인 태종의 궁인(정빈 고씨)은 1426년(세종 8)에 세상을 떠났고, 신녕궁주 신씨(신빈 신씨)는 1435년(세종 17)에 세상을 떠났음을 알 수 있다. 게다가 신녕궁주의 졸기에 그녀가 함녕군 이인, 온녕군 이정과 일곱 옹주를 낳았다는 점이 명시되어 있다. 따라서 상기 기록들을 살펴볼 때 근녕군의 어머니는 신빈 신씨가 아니라 태종의 궁인이었던 정빈 고씨임을 알 수 있다.

## 가족 관계
- 남편 : 태종(太宗, 1367 ~ 1422)
  - 아들 : 근녕군(謹寧君) 이농(李襛, 1411 ~ 1462)